# Бабимост
Баби́мост (пол. Babimost, нем. Bomst) — город в Польше, входит в Любушское воеводство, Зелёногурский повят. Имеет статус городско-сельской гмины. Занимает площадь 3,62 км². Население — 4180 человек (на 2004 год).
Пром. производство столярных изделий.

## История
Городские права получил в 1397 году, расцвет пришелся на правление Сигизмунда Старого, в 1793 был захвачен Пруссией, в 1945 воссоединился с Польшей. Памятники прошлого: барочный костел 1730— 40, лютеранская церковь 1789. Бабимост — центр региона, где в период прусского и германского владычества сохранился польский язык, национальные костюмы, песни, обряды. За противодействие германизации, борьбу за национальное освобождение Бабимойщина в 1973 году награждена Крестом Грюнвальда.

## Галерея

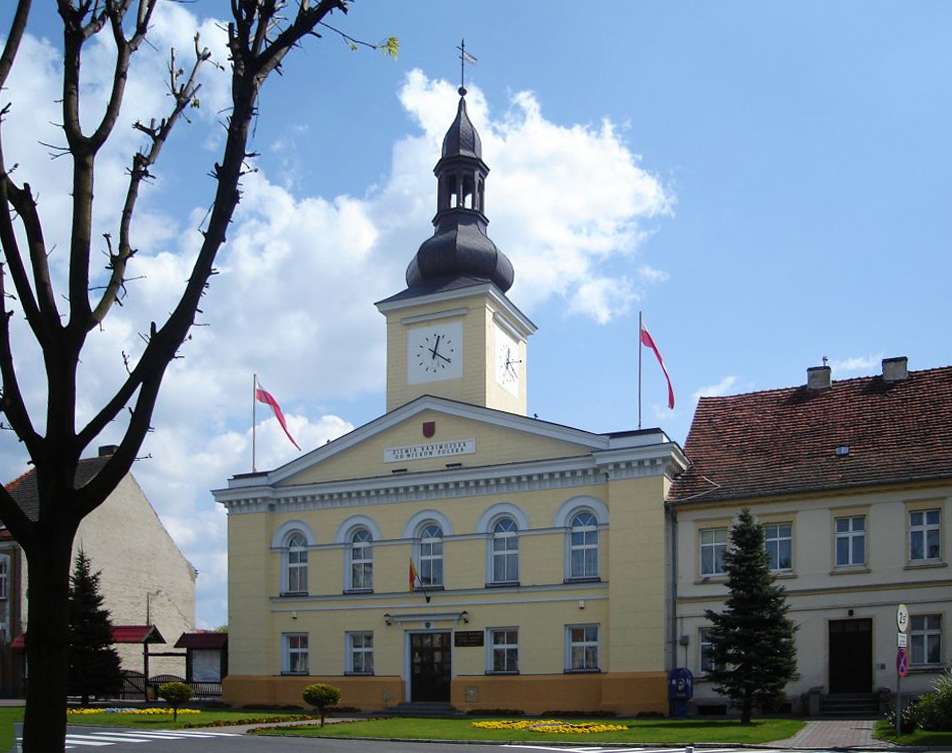
Ратуша
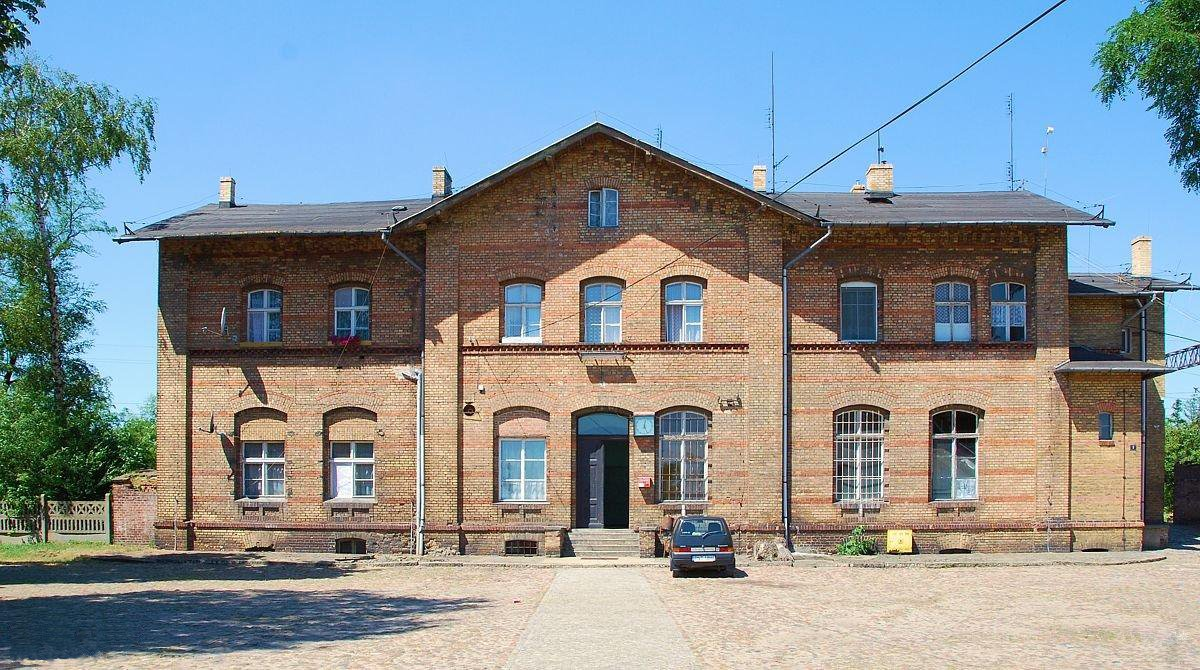
Вокзал
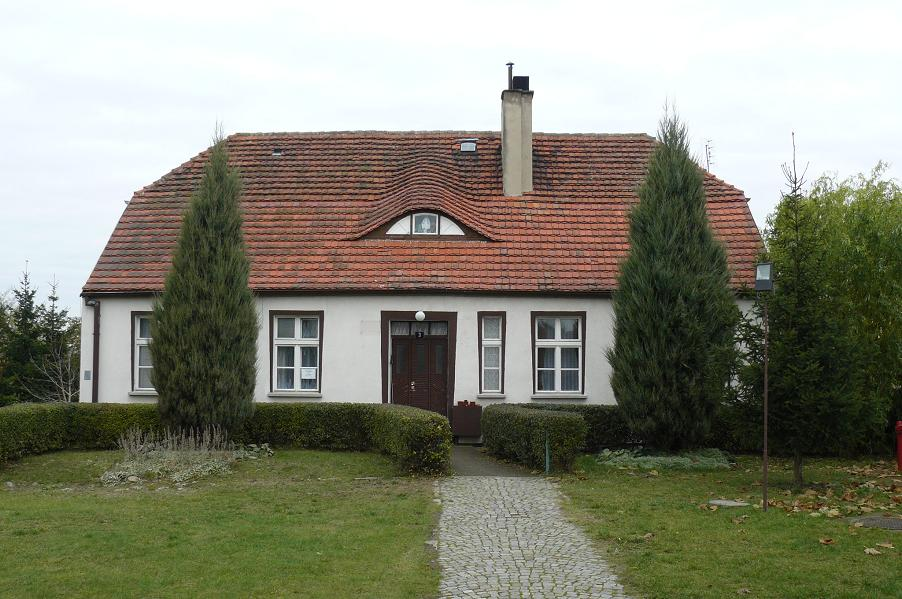
Дом
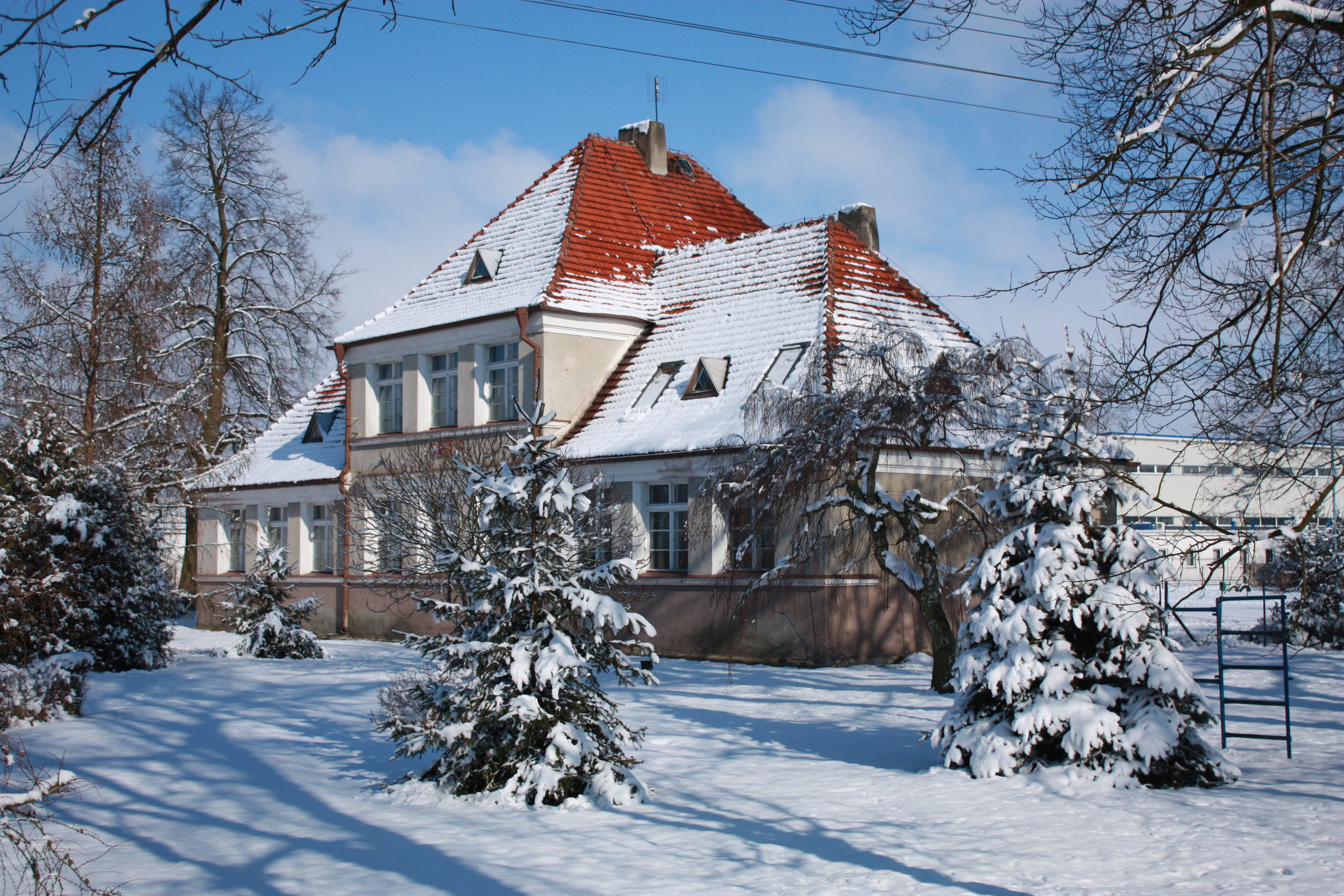
Школа
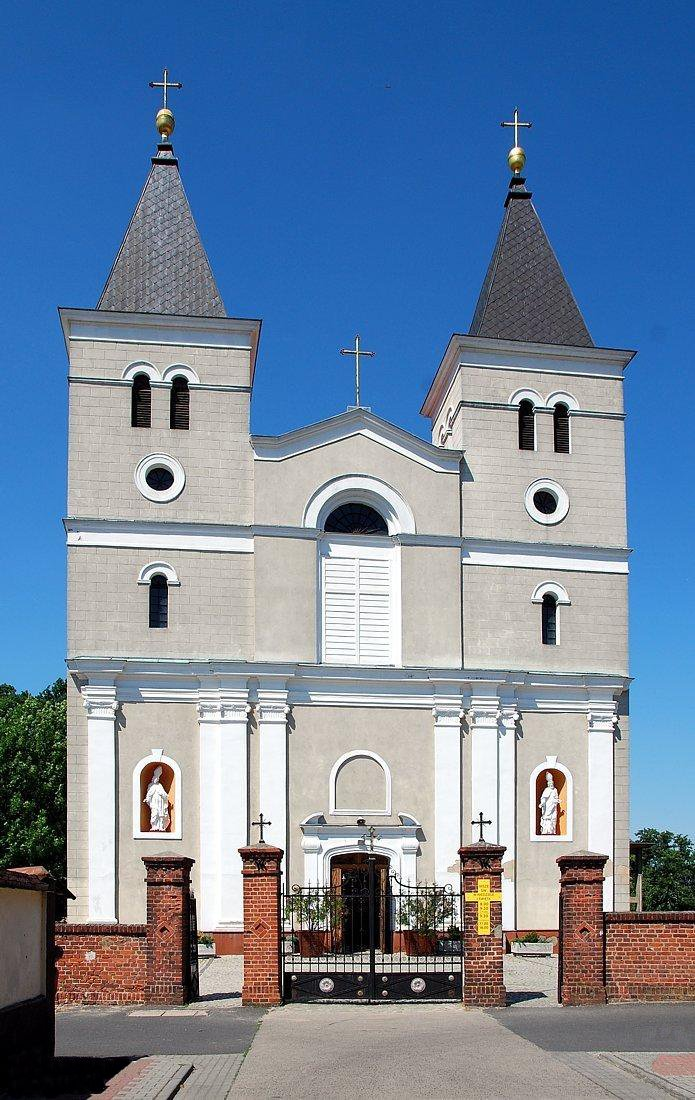
Католическая церковь Св. Лаврентия Laurentius
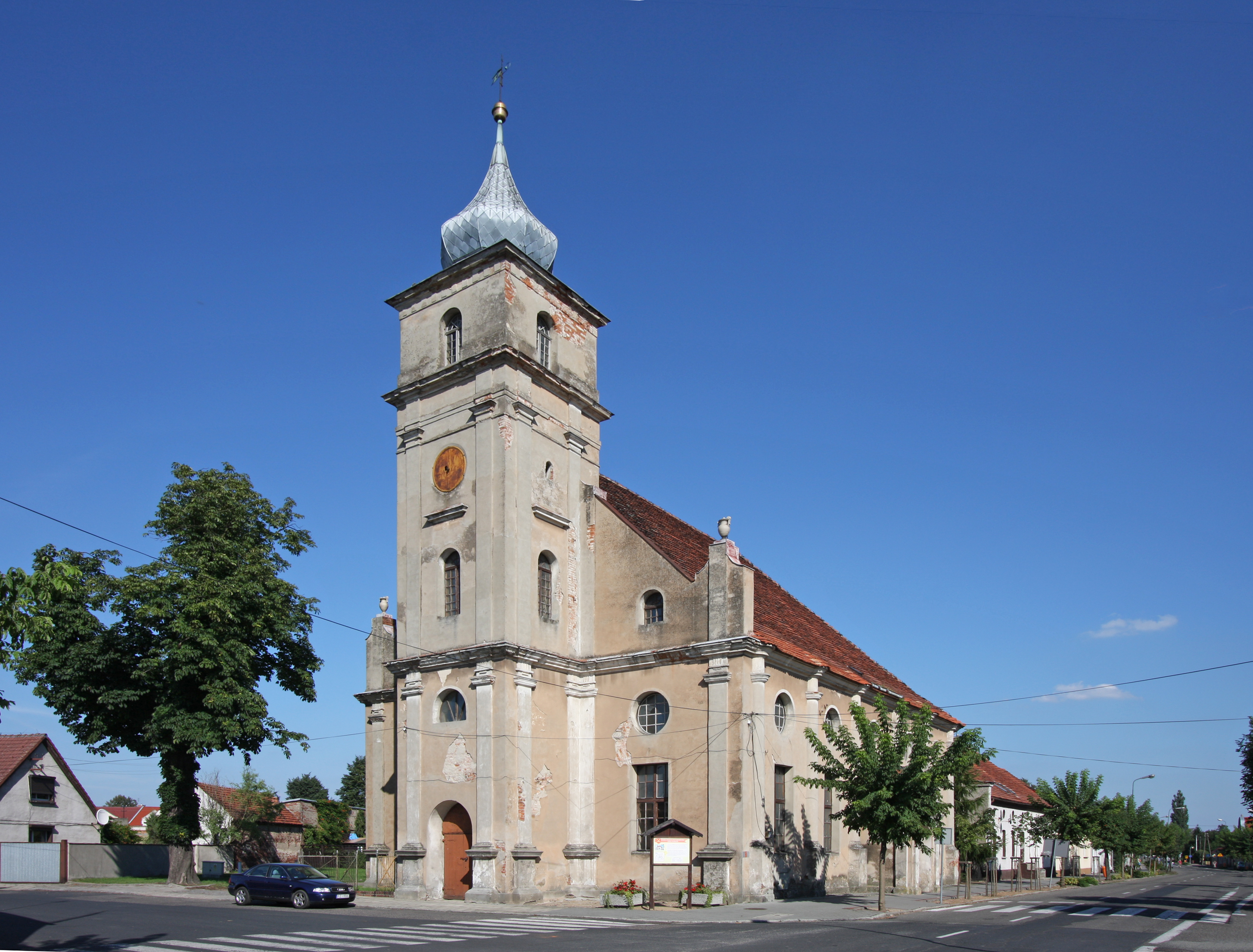
Лютеранская церковь